# La aparición (Moreau, Museo de Orsay)

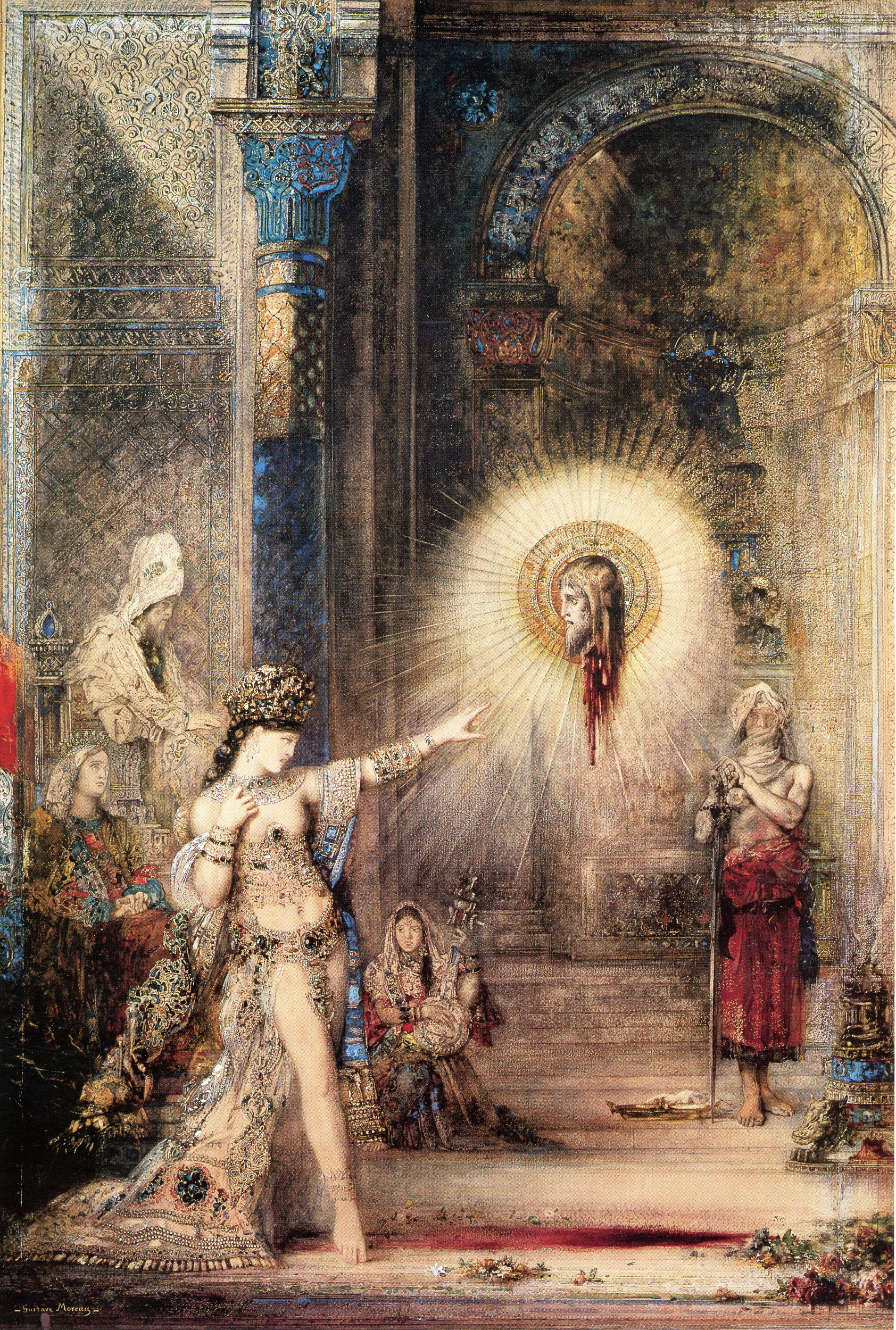
La aparición, Gustave Moreau, 1876. acuarela. Museo de Orsay, París.

La aparición (en francés: L'Apparition) es una acuarela del artista francés Gustave Moreau, pintada entre 1874 y 1876; de 106 cm de alto y 72,2 cm de ancho, se conserva en el Museo de Orsay en París. Desarrolla un episodio narrado en Mateo 14 :6-11 y Marcos 6 :21-29, donde el personaje bíblico de Salomé baila frente a Herodes Antipas, en el que se incluye una visión de la cabeza cortada de Juan el Bautista.
Moreau abordó el tema bíblico en 19 pinturas, 6 acuarelas y más de 150 dibujos entre 1870 y 1888. Parte de una serie de al menos 8 pinturas muy similares y más de 40 bocetos, La aparición se considera una obra clave de la obra de Moreau, del simbolismo y del arte finisecular en general. Tras su primera presentación en el Salón de París en 1876, la pintura causó sensación. Desde entonces, ha dejado una huella imborrable en diversos artistas, especialmente del decadentismo.

## Descripción
Contra el telón de fondo de una estancia palaciega profusamente decorada inspirada en la Alhambra, con sus paredes de arabescos, Salomé se destaca casi desnuda excepto joyas y un cinturón enjoyado del que cuelgan finos velos, su cuerpo de cara al espectador y la cabeza de perfil, el brazo izquierdo apuntando hacia arriba en el aire hacia la cabeza suspendida de Juan el Bautista, rodeada por un halo sólido que resplandece. Al fondo, en la penumbra, se encuentra el verdugo con su espada, a sus pies la bandeja de plata. Sentados de perfil en posición ascendente atrás a la izquierda de Salomé están Herodías y Herodes Antipas, a los pies del trono una laudista de frente. Miran hacia los eventos del primer plano aparentemente iluminados por el halo de Juan y sus reflejos en el traje de Salomé. La cabeza cortada recuerda un grabado japonés copiado por Moreau en el Palacio de la Industria en 1869, así como a la cabeza cortada de Medusa sostenida por el Perseo de bronce de Benvenuto Cellini en Florencia (Loggia dei Lanzi). Dado que nadie, ni siquiera Salomé, reacciona directamente a la visión central de la composición, no está claro si es real, imaginada por la princesa o una alucinación colectiva. Esta técnica, deliberadamente confusa, se ha atribuido a un supuesto consumo de opio y, por lo tanto, a alucinaciones, aunque nunca se ha demostrado la justificación de tales afirmaciones. Su ambientación onírica y su aire místico, evocados por una oscura opulencia arquitectónica, textil y decorativa, contrastan con interpretaciones previas del tema, convirtiendo a La aparición en una obra clave para el emergente movimiento simbolista.
El marchante de arte belga Léon Gauchez compró la obra en 1876 tras su primera presentación en el Salón, donde se expuso junto con otras obras de Moreau. Al año siguiente, Gauchez la envió a la Galería Grosvenor de Londres para su exposición, donde se exhibió no junto con las acuarelas en una sala aparte, sino en la Galería Este, junto con los óleos. Actualmente se conserva en el Museo de Orsay.

### Estilo
La terrible cabeza brilla de forma inquietante, sangrando a chorro, de modo que se forman coágulos de color rojo oscuro en las puntas del cabello y la barba (Joris-Karl Huysmans, A contrapelo, cap. VI, 1884) y formándose un charco en el suelo de blanco mármol.
La aparición se distingue de las pinturas bíblicas e históricas de la época, incorporando inusuales elementos estilísticos que serán significativos para el movimiento estético y simbolista, a la vez que precediendo al surrealismo. Mientras que la Biblia menciona a Salomé actuando según la voluntad de Herodías, Moreau la dibuja guiada por su propia lujuria. Entre su serie de pinturas de Salomé, la culminante La aparición es la más abiertamente erótica, con una princesa de torso desnudo con los pechos expuestos vuelta hacia el espectador, con el brazo níveo dirigido al objeto que pronto recibirá. Al acentuar su quietud, Moreau la inmoviliza para que sea vista alternativamente como ídolo u objeto sexual, o ambos. Algunos críticos también atribuyeron su postura escultural al miedo, como el escritor francés Joris-Karl Huysmans, quien reflexiona sobre la pintura en su influyente novela decadente A contrapelo.
El propio Moreau describió a Salomé como una «mujer aburrida y fantástica, animal por naturaleza y tan disgustada con la completa satisfacción de sus deseos [que] se da el triste placer de ver a su enemigo degradado». Su presentación sensual de Salomé y su interpretación innovadora de temas históricos y mitológicos tradicionales hicieron que su arte fuera considerado excéntrico y provocador. Al enfatizar los instintos sobre la razón, la subjetividad sobre la objetividad y la sugestión sobre la definición, la acuarela presenta cualidades esenciales del simbolismo acuñado por el poeta y crítico francés Jean Moréas. Además, la morbosidad de la escena y los temas subyacentes de necrofilia, incesto y sadismo la asocian con el movimiento decadente y el arte fin de siècle. Estos elementos dispares y el uso de técnicas complejas como el resaltado, el grattage y las incisiones, crean un ideal sublime de Oriente. El excesivo detallismo en los ropajes orientalistas y los elementos del fondo, como los extraños relieves murales en las columnas del palacio, resulta característico de Moreau, cuyo estilo artístico tiende al exotismo y al orientalismo, y a menudo se le calificaba de «bizantino». Junto con la misteriosa visión que le da título, todo evoca al arte fantástico e indican su evolución hacia el fauvismo y la pintura abstracta.
En lugar de ser únicamente un personaje de la pintura académica a la que Moreau permaneció ligado a pesar de sus tendencias vanguardistas, su Salomé encarna a la femme fatale de la imaginación victoriana que era igualmente seductora y destructiva.  Desafiando las convenciones de la pintura histórica y bíblica, La aparición se convertirá en una fuente para el surrealismo al igual que otras obras de Moreau.

## Motivo
Los acontecimientos de los que Moreau extrae su escena se describen en dos pasajes paralelos del Nuevo Testamento, en los evangelios de Marcos y Mateo. En un banquete celebrado por el cumpleaños de Herodes Antipas, la princesa Salomé baila delante del rey y sus invitados. Esto le agradó tanto que le prometió cualquier cosa que ella deseara. Incitada por su madre Herodías, quien había sido reprendida por Juan el Bautista por su matrimonio ilegítimo ante la ley judía con Herodes, Salomé exige la cabeza de Juan en una bandeja. Arrepentido pero obligado a cumplir su palabra delante de todos los presentes, Herodes accede a la demanda de Salomé. Juan el Bautista es decapitado, su cabeza es traída en un plato y entregada a Salomé, quien a su vez se la da a su madre.

La bailarina anónima identificada como Salomé por los estudiosos inspiró a numerosos artistas antes de Moreau, entre ellos Masolino da Panicale, Filippo Lippi, Lucas Cranach el Viejo, Tiziano, Caravaggio, Guido Reni, Fabritius, Henri Regnault y Georges-Antoine Rochegrosse. Aunque los temas clásicos de religión e historia fueron desplazados a segundo plano por las escenas cotidianas y de actualidad desde finales del siglo XIX, Salomé siguió siendo una figura de interés artístico, apareciendo en el poema épico de Heinrich Heine de 1843, Atta Troll, en La decapitación de Juan el Bautista de Pierre Puvis de Chavannes, el óleo homónimo de Henri Regnault y el poema de Arthur O'Shaughnessy de 1870, La hija de Herodías. En su poema de 1875, Salomé, Henri Cazaliz rindió homenaje a las primeras pinturas de Salomé de Moreau, reflexionando sobre los sentimientos de Salomé antes y después de la ejecución. De hecho, fue La aparición de Moreau y su pieza hermana —una versión al óleo también llamada La aparición (1875)— las que desencadenaron una locura por Salomé que perduró hasta la Primera Guerra Mundial y permeó todas las formas de arte.

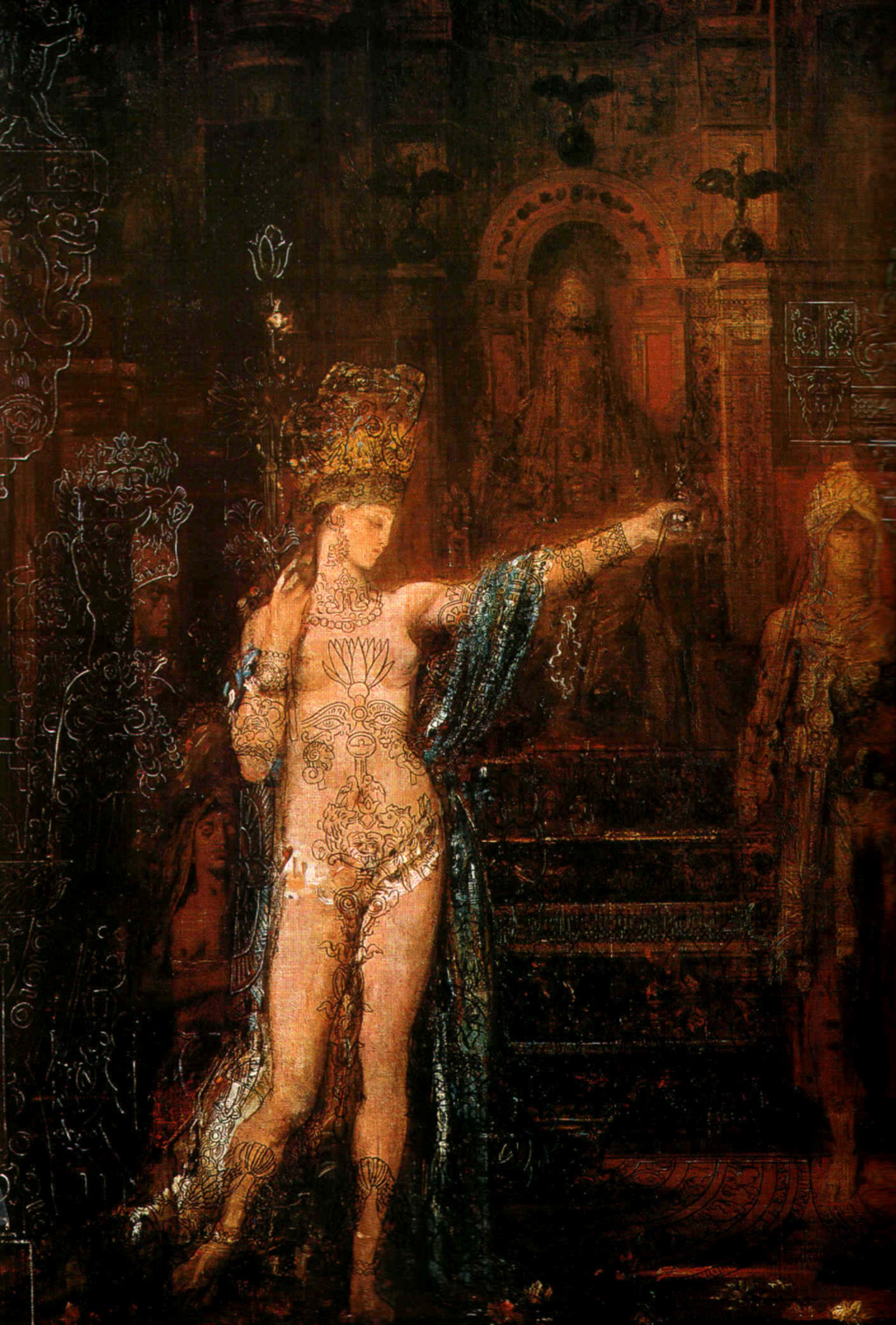
Salomé bailando delante de Herodes (1876).
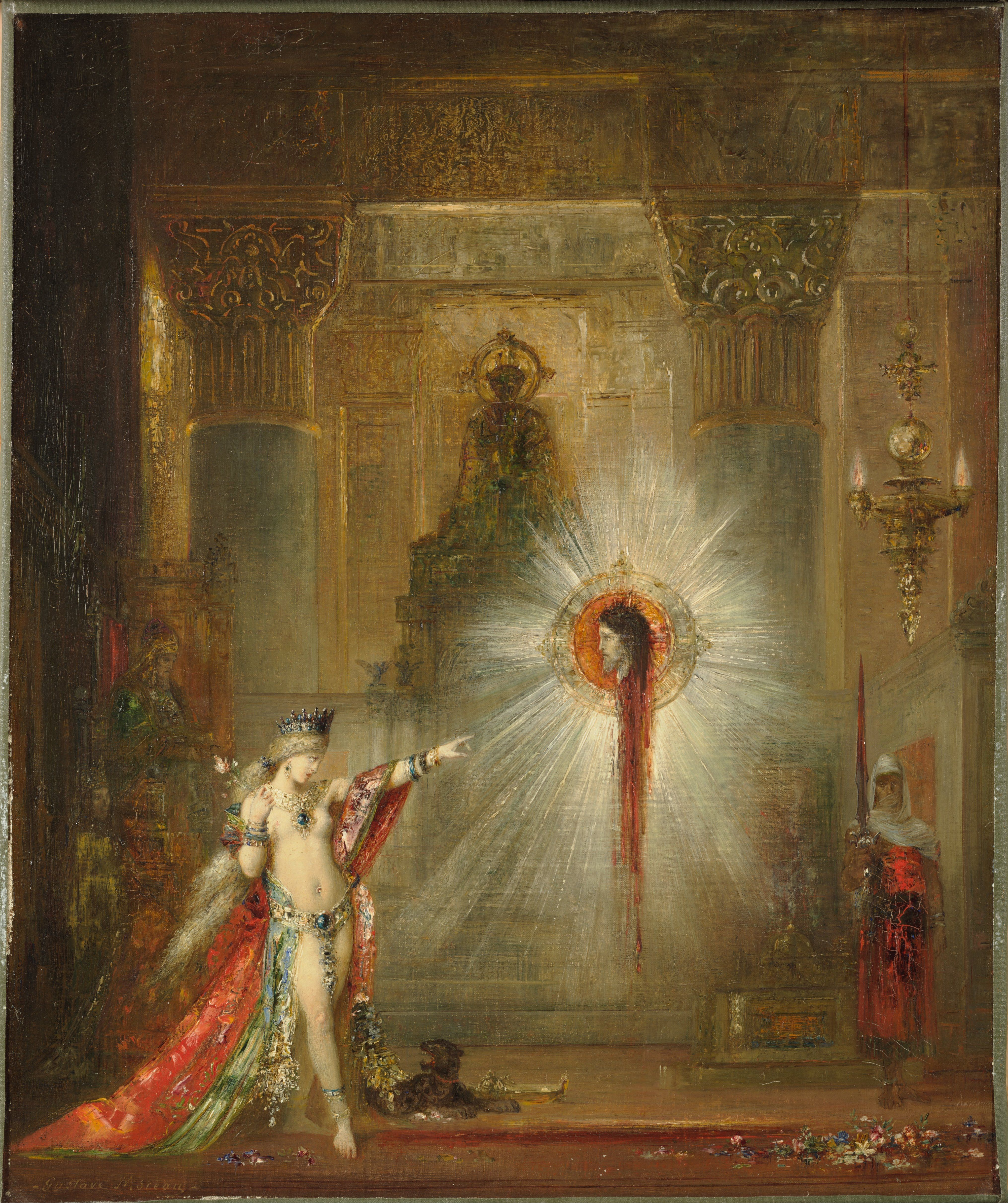
La aparición, óleo sobre lienzo (1876/1877).
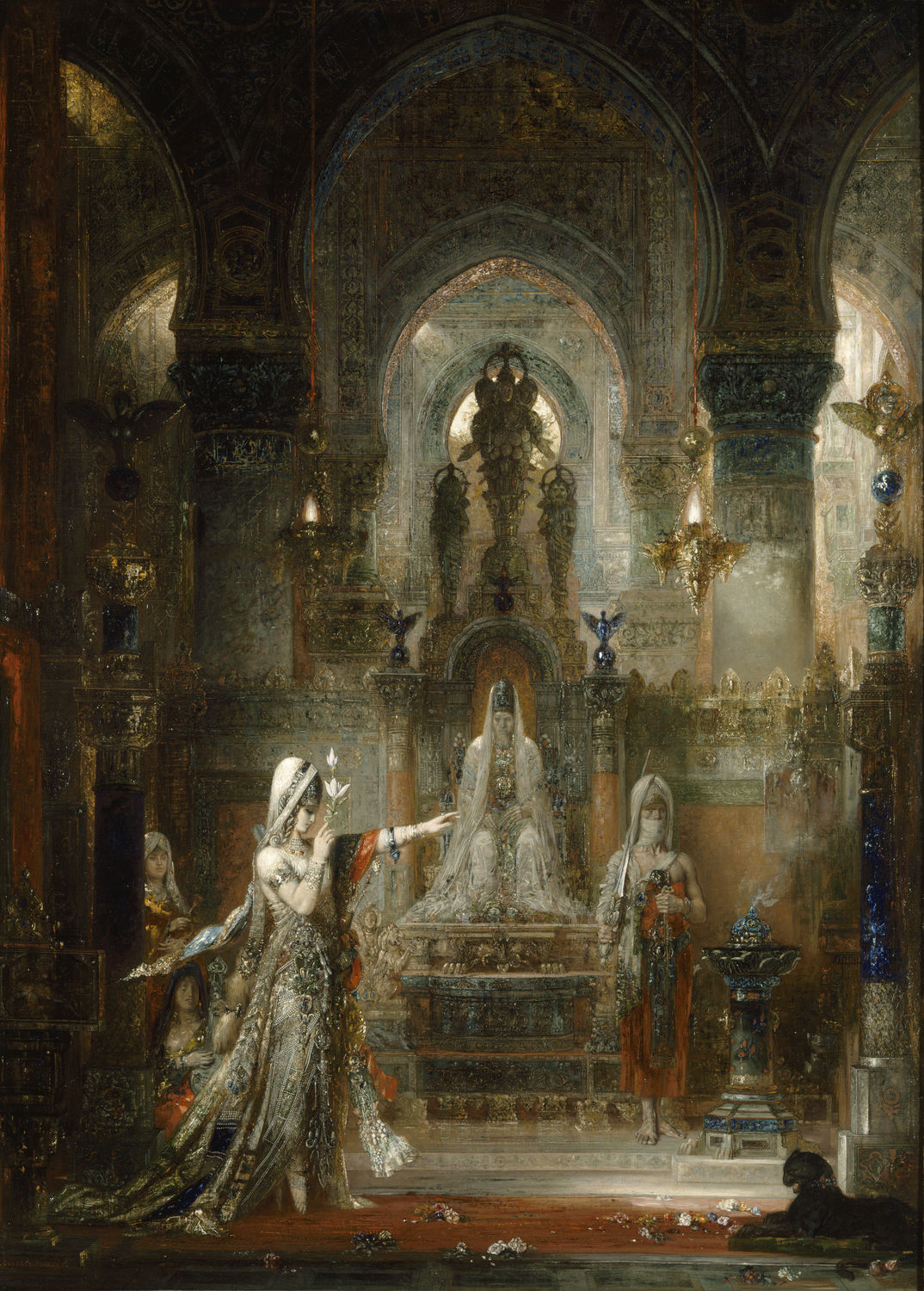
Salomé bailando ante Herodes, óleo sobre lienzo (1876).

## Impacto
La Aparición se convirtió rápidamente en la obra más conocida de Moreau, y su notoriedad creció con la atención crítica y artística que recibió.  Numerosos artistas se inspiraron en la Salomé de Moreau, cuya mimesis impregnaba sus obras o se insinuaba en ellas. El poeta francés Stéphane Mallarmé imagina a Salomé en su Herodíada (1864-1896) como la doncella-prostituta que muchos contemporáneos de Moreau vieron: 
"El horror de mi virginidad/me deleita y quisiera envolverme/en el terror de mis cabellos, para que de noche,/reptil inviolable, pudiera sentir el blanco/y resplandeciente resplandor de tu fuego helado,/eres casta y mueres de deseo,/¡blanca noche de hielo y de nieve cruel!"
Como señaló André Fontainas en 1928 en Mes souvenirs du Symbolisme, muchos artistas respondieron a ella desde entonces. Entre las obras destacadas influenciadas por la pintura se incluyen:
- Herodíada de Jules Massenet (1877).
- Salomé con la cabeza de Juan Bautista y Aparición de Odilon Redon.
- El cuento Herodías de Gustave Flaubert de sus Tres cuentos.
- Es famoso que Oscar Wilde escribió su obra simbolista Salomé (1893) después de quedar impresionado por La aparición al verla en 1884 en el Louvre. [18]
- La ópera Salomé de Richard Strauss, basada en la obra de Wilde.
- La ópera Salomé de Antoine Mariotte, también basada en la Salomé de Wilde.
- El diálogo teatral de Nick Cave, Salomé.

Cuando el renombre de su creador se desvaneció, como el de otros maestros victorianos, tras la Primera Guerra Mundial al volcarse el mundo del arte en las vanguardias y el arte moderno, La aparición mantuvo su lugar prominente en la imaginación artística, siendo su impresión duradera crucial para el redescubrimiento del arte de Moreau a finales del siglo XX. 